# Acropoma boholensis
Acropoma boholensis är en fiskart som beskrevs av Yusuke Yamanoue och Keiichi Matsuura 2002. Acropoma boholensis ingår i släktet Acropoma och familjen Acropomatidae. Inga underarter finns listade i Catalogue of Life.